# Макселенда
Макселенда (фр. Maxellendis) (убита в 670) — святая дева, мученица из Камбре. День памяти — 13 ноября.
Святая Макселенда из Кодри (Caudry), что около Камбре (Франция), была дочерью Хумолина (Humolin, Юмолин) и Амельтруды (Ameltrudis). Чтобы сохранить своё девство и принять монашество, она была вынуждена бежать от брака с Хардуином из Солесмов (Harduin of Solesmes, Ардвин). Однако она была обнаружена Хардуином и его свитой. Хардуин отрубил её голову мечом и точас ослеп. Его зрение вернулось тремя годами позже, после коленопреклонённой молитвы у гроба Макселинды, когда её мощи были возвращены в Кодри в 673 году. 